# Colombia en los Juegos Bolivarianos
Colombia participa en los Juegos Bolivarianos desde la primera edición de la cual fue anfitrión, realizada en Bogotá en 1938 donde ocupó el tercer puesto, en esta competición del ciclo olímpico solo participan las 6 repúblicas liberadas por Simón Bolívar más algunos países invitados.
El país está representado ante los Juegos Bolivarianos por el Comité Olímpico Colombiano
y fue sede en cinco oportunidades 
del evento deportivo en Bogotá 1938, Barranquilla 1961 , Eje Cafetero 2005, Santa Marta 2017 y Valledupar 2022 respectivamente.

## Medallero histórico[1]
| Año     | País                 | Sede                        | Posición | Oro  | Plata | Bronce | Total |
| ------- | -------------------- | --------------------------- | -------- | ---- | ----- | ------ | ----- |
| 1938    | Bandera de Colombia  | Bogotá                      | 3/6      | 19   | 26    | 21     | 66    |
| 1947-48 | Bandera de Perú      | Lima                        | 3/6      | 13   | 18    | 17     | 48    |
| 1951    | Bandera de Venezuela | Caracas                     | 4/6      | 14   | 17    | 18     | 49    |
| 1961    | Bandera de Colombia  | Baranquilla                 | 2/6      | 19   | 36    | 38     | 93    |
| 1965    | Bandera de Ecuador   | Quito y Guayaquil           | 2/6      | 30   | 17    | 22     | 69    |
| 1970    | Bandera de Venezuela | Maracaibo                   | 2/6      | 52   | 54    | 45     | 151   |
| 1973    | Bandera de Panamá    | Ciudad de Panamá            | 2/5      | 55   | 44    | 42     | 141   |
| 1977    | Bandera de Bolivia   | La Paz                      | 2/6      | 33   | 36    | 22     | 91    |
| 1981    | Bandera de Venezuela | Barquisimeto                | 2/6      | 39   | 52    | 53     | 144   |
| 1985    | Bandera de Ecuador   | Ambato, Cuenca y Portoviejo | 2/6      | 59   | 62    | 64     | 185   |
| 1989    | Bandera de Venezuela | Maracaibo                   | 2/6      | 64   | 68    | 76     | 208   |
| 1993    | Bandera de Bolivia   | Santa Cruz y Cochabamba     | 2/6      | 84   | 54    | 31     | 169   |
| 1997    | Bandera de Perú      | Arequipa                    | 2/6      | 119  | 93    | 75     | 287   |
| 2001    | Bandera de Ecuador   | Ambato                      | 2/6      | 96   | 117   | 117    | 330   |
| 2005    | Bandera de Colombia  | Armenia y Pereira           | 2/6      | 173  | 181   | 116    | 470   |
| 2009    | Bandera de Bolivia   | Sucre                       | 2/6      | 143  | 131   | 86     | 360   |
| 2013    | Bandera de Perú      | Trujillo                    | 1/11     | 166  | 135   | 113    | 414   |
| 2017    | Bandera de Colombia  | Santa Marta                 | 1/11     | 213  | 136   | 111    | 460   |
| 2022    | Bandera de Colombia  | Valledupar                  | 1/11     | 171  | 104   | 79     | 354   |
| 2024    | Bandera de Perú      | Ayacucho                    | 2/10     | 44   | 35    | 16     | 95    |
| Total   | Total                |                             |          | 1606 | 1416  | 1162   | 4184  |

## Desempeño
Colombia ocupó el segundo lugar en la última edición de los Juegos Bolivarianos de 2024, pero en la edición de Trujillo 2013, Colombia se coronó en primer lugar, quitándole este puesto a Venezuela quien había sido campeón por 13 ediciones seguidas.